# I'll be back

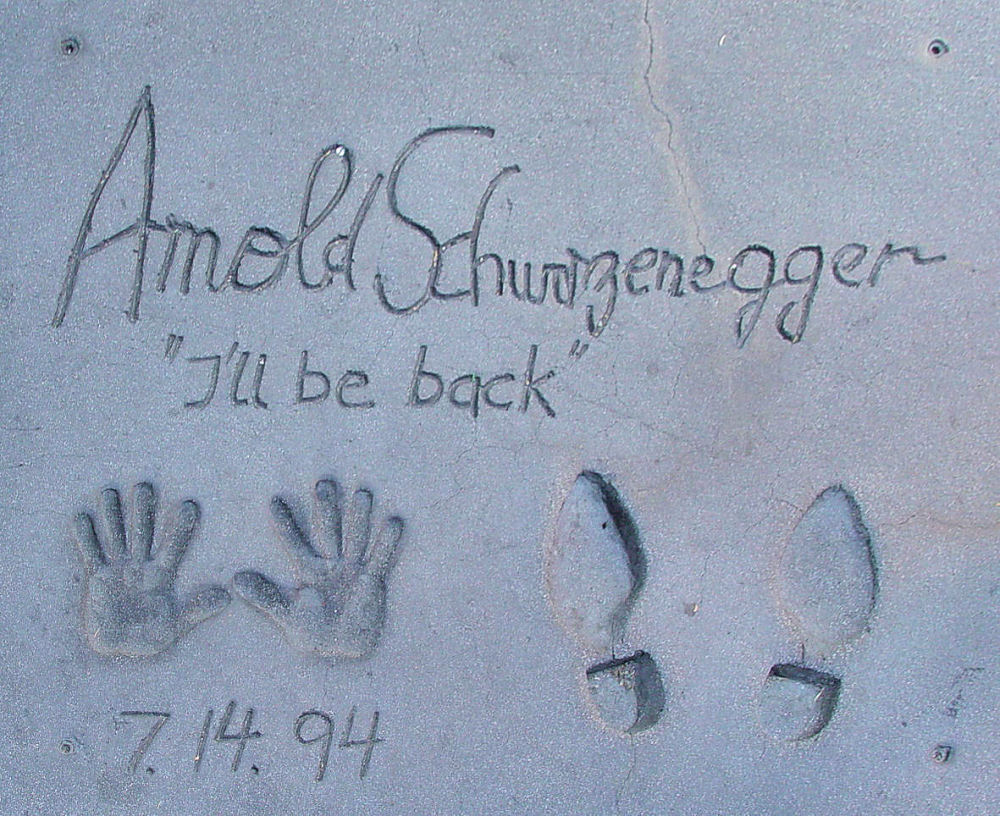
Cementgjutning av Schwarzeneggers händer.

I'll be back är en återkommande replik i Terminator-filmerna. Arnold Schwarzenegger, som var skådespelare i dessa filmer, använde den senare under sin politiska kampanj för att bli guvernör i Kalifornien 2003.

## Citatet i Terminator-serien
- Terminator (1984): Sägs av The Terminator när han nekas inträde på en polisstation. Terminator kör sedan in en polisbil genom entrén.
- Terminator 2 (1991): Sägs av Terminator till Sarah och John Connor när han hjälper dem att fly från Cyberdynes kontor. Han går ut, och kör sedan in en lastbil i entrén för att hjälpa dem att fly.
- Terminator 3 (2003): She'll be back: Sägs av Terminator, syftande på T-X. I'm back: Sägs av Terminator efter att ha flugit in en helikopter på en landningsbana vid en bunker.
- Terminator Salvation (2009): Sägs av John Connor till sin fru Kate Brewster.
- Terminator Genisys (2015): I'll be back: Sägs av Arnold Schwarzenegger (The Terminator T-800 ) när han hoppar/slänger sig ut från en helikopter för att störta fiendens helikopter och på så vis hjälpa Sarah Connor.

## Citatet i andra filmer
Citatet används också i många andra filmer, särskilt i filmer där Schwarzenegger medverkar. 
- Commando (1985): I'll be back, Bennett!
- Hårda bud (1986): I'll be right back
- The Running Man (1987): Killian, I'll be back
- Twins (1988): If you're lying to me, I'll be back!
- Dagissnuten (1990): I'm back!
- Den siste actionhjälten (1993): I'll be back... Ha! Bet you didn't expect me to say that!
- Klappjakten (1996): I'll be back with the doll later...
- 6:e dagen (1999): I might be back
- The Expendables 2 (2012): I'm back och I'll be back